# ویچول

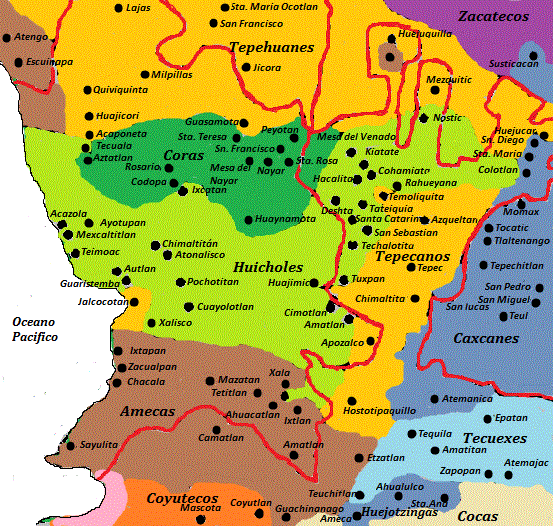
نقشهٔ پراکندگی مردم ویچول و اقوام و ملل همسایه، در محدودهٔ ایالت نایاریت امروزی، پیش از ورود استعمارگران اسپانیایی به منطقه

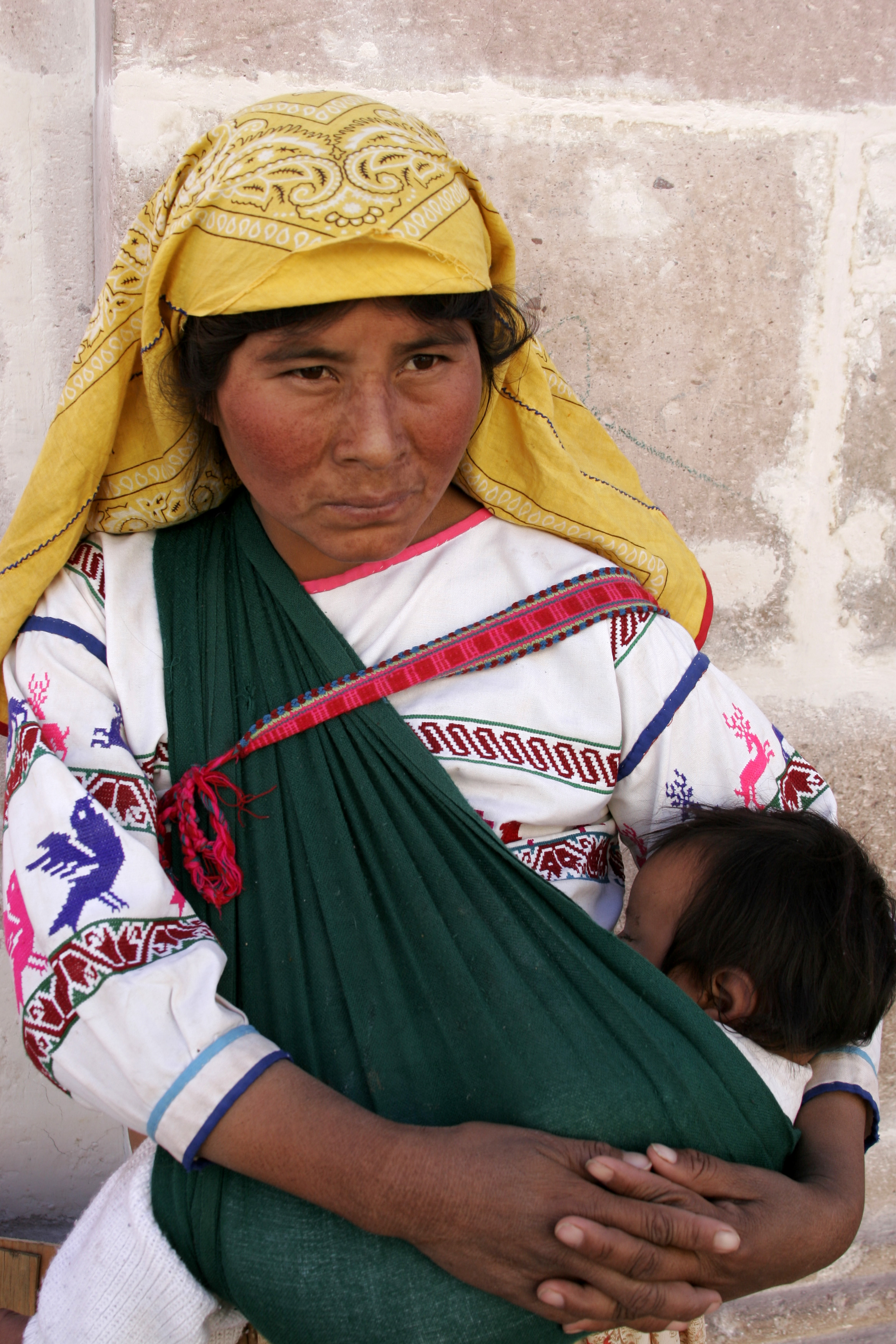
نگاره‌ای از یک‌بانوی ویچول با فرزندش در ساکاتکاس، مکزیک - ۲۰۰۷

اویچُل (به اسپانیایی: Huichol) یا ویشاریکا (به ویچولی: Wixárika) گروهی از مردمان بومی مکزیک و ایالات متحده هستند که در محدوده سیرا مادره غربی در ایالت‌های نایاریت، خالیسکو، ساکاتکاس و دورانگو، و همچنین در ایالات متحده در ایالت‌های کالیفرنیا، آریزونا، نیومکزیکو، و تگزاس زندگی می‌کنند.
آنها در دنیا بیشتر به عنوان «ویچول» (Huichol) شناخته می‌شوند، اگرچه خود را «ویشاریتاری» (Wixáritari) ("مردم") در زبان ویچولی می‌نامند. «ویشاریتاری» (Wixáritari) صفت نسبی است و  و «ویشاریکا» Wixárika، نام زبان این مردم به زبان خویش است.
نام «ویچول» (Huichol) از زبان ناواتل وارد زبان اسپانیایی شده. این نام، در اصل واژهٔ  «ویشاریکا» Wixárika می باشد که وارد زبان ناواتل شده و تلفظ آن با آواهای موجود در زبان ناواتل تطبیق داده شده.
از میان آبادی‌های ویچول‌نشین امروزی، پنج تای آن‌ها شهر پرنفوذ و مرکز مذهبی و سیاسی مردم ویچول بوده و مراسم و محل برگزاری فستیوال‌های مهم محلی می باشند. این شهرها عبارتند از:
- در خالیسکو
  - سان‌ آندرس کوامیاتا/تاتئی‌کیه (San Andrés Cohamiata)(TateiKie)
  - سانتا کاتارینا کوئسکوماتیتلان/تواپوریه (Santa Catarina Cuexcomatitlán)(Tuapurie)
  - سان سباستایان تپوناواستلان/واوتیا (San Sebastián Teponahuaxtlán)(Wautia)
  - توکسپان د بولانیوس/کوروشی مانوکا (Tuxpan de Bolaños)(Kuruxi Manúka)
- در نایاریت
  - گوادالوپ اوکوتان/شاتسیتساریه (Guadalupe Ocotán)(Xatsitsarie)